# ورزش در ازبکستان
با گذشت قرن‌ها ورزش در ازبکستان بیشتر به صورت سنتی در ورزش‌های سوارکاری و کشتی شکل گرفته‌است. همچنین ورزش‌هایی همانند فوتبال، بسکتبال، بوکس، کشتی و جودو نیز در کشور ازبکستان وجود دارد.

## فوتبال

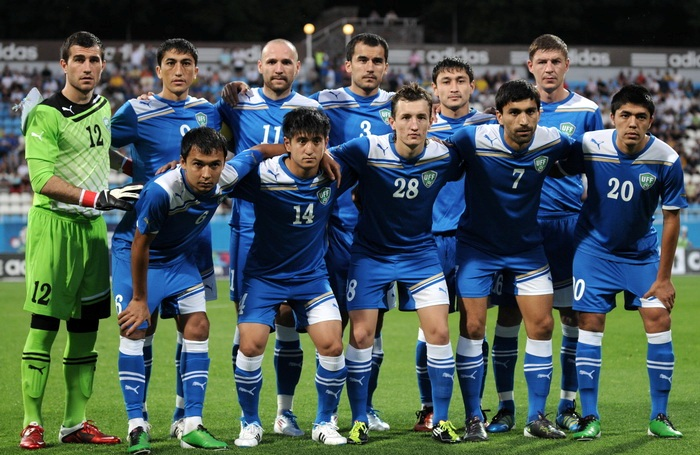
تیم ملی فوتبال ازبکستان

فوتبال محبوب‌ترین ورزش در ازبکستان است. لیگ برتر فوتبال ازبکستان لیگ ازبکستان است که از سال ۲۰۱۰، قبل از ۱۶ سال، ۱۴ تیم را در اختیار دارد. قهرمان فعلی لوکوموتیو تاشکند می‌باشد و تیمی که بیشترین قهرمانی را دارد، تیم پاختاکور تاشکند با هشت قهرمانی است.
باشگاه‌های معروف در لیگ فوتبال ازبکستان شامل باشگاه فوتبال نسف قرشی، باشگاه فوتبال پاختاکور تاشکند و باشگاه فوتبال بنیادکار می‌باشند. تیم نسف قرشی در سال ۲۰۱۱ موفق به پیروزی در ای اف سی کاپ آسیا شد.
تیم فوتبال زیر شانزده سال ازبکستان در سال ۲۰۱۲ قهرمان مسابقات زیر شانزده سال آسیا شد. تیم زیر هجده سال ازبکستان نیز در سال ۲۰۱۸ قهرمانی مسابقات زیر هجده سال آسیا را بدست آورد. بهترین نتیجه تیم رده بزرگسال ازبکستان، حضور در یک چهارم نهایی جام ملت‌های ۲۰۱۱ و ۲۰۲۳ آسیا بود.
روشن ایرماتوف داور ازبکستانی در پنج سال (۲۰۰۸٬۲۰۰۹٬۲۰۱۰٬۲۰۱۱٬۲۰۱۴) به عنوان بهترین داور آسیا انتخاب شد.

## بسکتبال
ازبکستان بخشی از تیم قدرتمند بسکتبال اتحاد جماهیر شوروی بود. پس از انحلال این تیم، ازبکستان تیم خود را تأسیس کرد که از اواسط دهه ۹۰ تا اواسط دهه ۲۰۰۰ موفقیتی متوسط داشت.

## هاکی روی یخ
ازبکستان بخشی از تیم ملی هاکی روی یخ اتحاد جماهیر شوروی بود. فدراسیون هاکی ازبکستان آماده‌سازی برای پیوستن به فدراسیون بین‌المللی هاکی روی یخ را به عنوان عضو و تشکیل تیم ملی هاکی روی یخ در شرکت در مسابقات بین‌المللی‌های روی یخ را آغاز کرده‌است.

## راگبی
ازبکستان بخشی از تیم ملی اتحادیه راگبی اتحاد جماهیر شوروی بود، اما از زمان استقلال در ۱۹۹۱، ازبکستان تیم ملی خود را ایجاد کرده‌است.

## هندبال
هندبال یکی از ورزش‌های محبوب ازبکستان است، اما دست آور مهمی در این ورزش برای این کشور بدست نیامده است.

## مسابقات المپیک
ازبکستان از زمان استقلال در ۱۹۹۱، با موفقیت روزافزونی در المپیک تابستانی و المپیک زمستانی شرکت کرده‌است. ازبکستان در بازیهای المپیک تابستانی چهار بار به رقابت پرداخته‌است که یک مدال طلا و پنج مدال برنز در بوکس، دو مدال طلا و دو مدال نقره در کشتی و یک مدال نقره در جودو کسب کرده‌است. تنها مدال ازبکستان در بازی‌های المپیک زمستانی مدال طلا در اسکی کراس کشور در سال ۱۹۹۴ بود. در المپیک ۲۰۱۶ ریلان نورودینف در وزن ۵۶ کیلوگرم وزنه‌برداری آقایان موفق به کسب طلا شد و در مجموع ۴۳۱ کیلوگرم از جمله رکورد المپیک ۲۳۷ کیلوگرم در ماده پاک و تند و تیز برنده شد.

## ورزش های ملی
ورزش های رزمی مانند جنگ صنعتی، کوراش، بلبوگلی کوراش در این کشور ابداع شده اند.

## قهرمانان

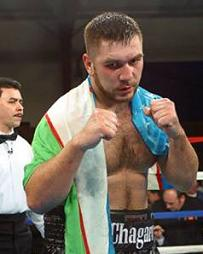
روسلان چاگائف

- جمال الدین عبدالجبارف، دوچرخه سواری
- آرتور تایمازوف، کشتی
- روسلان چاگائف، بوکس
- لینا چریازووا، اسکی
- الویرا سادی، ژیمناستیک
- ماکسیم شاتسکیخ، فوتبال